# Каспар Давид Фрідріх
Каспар Давид Фрідріх (нім. Caspar David Friedrich, 5 вересня 1774, Грайфсвальд — 7 травня 1840, Дрезден) — німецький художник, яскравий представник романтизму.

## Романтизм в Німеччині

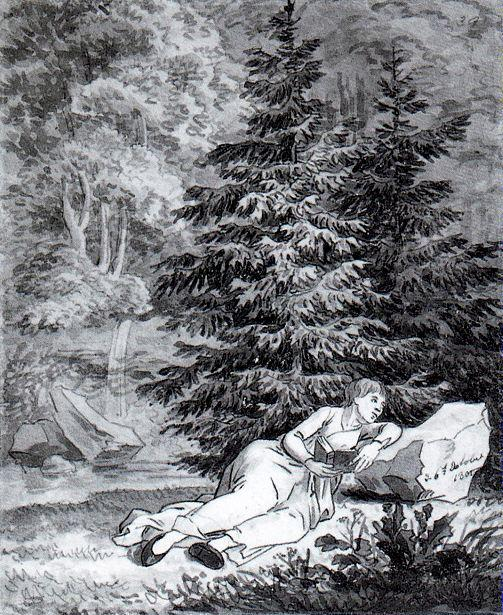
Малюнок К. Д. Фрідріха. «Романтично налаштований читач»

Найпослідовніші позиції романтизму виробили митці Франції. Саме там гостро, боляче відчувався розрив між гуманістичним ідеалом Просвітництва, що його обстоювала інтелектуальна еліта на чолі з Енциклопедистами та жорстокою дійсністю країни, терором французької революції, військовими авантюрами Наполеона, — веденням безкінечних воєн. Франція страждала від нівелювання особистості і практичного винищення молодого покоління у кампаніях Наполеона, розчарування у частих змінах політичної влади і відсутності перспектив стабільності. Романтизм Франції (на відміну від інших національних шкіл) мав також патріотичну, суспільну складову, яку яскраво втілили Теодор Жеріко в картині-спротиву «Пліт Медузи» та Ежен Делакруа — в картинах «Свобода, що веде народ» та «Винищення греків турками на Хіосі» («Різанина на Хіосі»). Унікальним явищем французького і європейського романтизму став барельєф «Марсельєза» на Тріумфальній арці в Парижі (скульптор — Франсуа Рюд).
У Франції найкращі досягнення зроблені в живопису та літературі. А французька музика романтизму значно зміцнила свої позиції після прибуття в Париж емігранта з підросійської тоді Польщі — Фредерика Шопена (1810—1849).
Дослідження романтизму виявили нерівномірність розвитку різних видів мистецтва. Значними були і національні розбіжності стилю. Не існувало також єдиного центру романтизму, як це було в Римі — визнаному центрі бароко Європи XVII століття. А відомі митці романтизму живуть як в столичних містах (Париж, Лондон), так і в країнах, що не були значними мистецькими осередками на той час (німецькі князівства, Російська імперія, США, Бельгія, Угорщина, Польща в складі Російської імперії).
Так, романтизм в Німеччині мав досягнення в філософії і, частково, в живописі, де розвинулись споглядальні, меланхолійні чи містичні настрої окремої особи наодинці з величчю природи, з уламками величного минулого, з непізнанністю смерті чи Бога (меланхолійні портрети Отто Рунґе, світські, нецерковні одинаки Каспара Давіда Фрідріха, заглиблені в минуле персонажі Карла Шпіцвеґа). В німецькому романтизмі годі й шукати суспільно-політичну складову, притаманну французьким митцям. «Ми можемо в цьому світі тільки меланхолійно чекати, тільки жити очікуванням полум'я майбутнього. Справжня дія — не в реальності» — проголосив Людвіґ Тік в «Мандрах Франца Штернбальда». Думка, що може пройти життя, а особа так і не дочекається «полум'я майбутнього» до Тіка так і не дійшла. Невідомо також було, навіщо цьому «полум'ю майбутнього» — меланхолійні, сумні, нездатні на активні дії особи.

## Життєпис

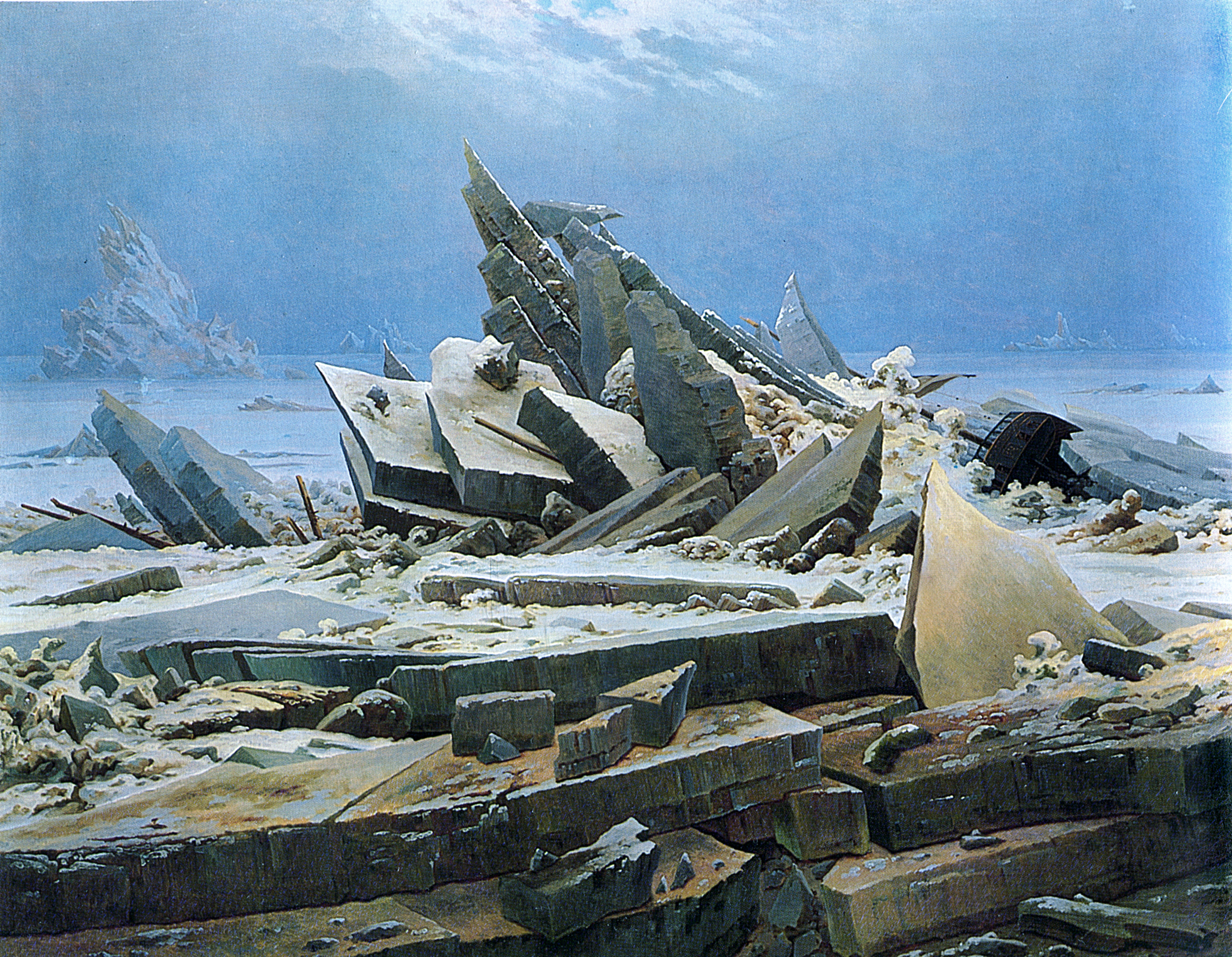
«Розбита надія», 1822—1824 рр.

Батько майбутнього художника був ремісником-миловаром. Родина походила із Сілезії; була міцним осередком лютеранства.  Був шостою (з десяти) дитиною. Ймовірно, на формування сумного складу характера майбутнього митця вплинули трагічні події дитинства. 1781 року померла його мати, а потім дві його сестри та брат.
Художню освіту почав опановувати в 1790 р. із архітектором і викладачем малювання в Ґрайфсвальдському університеті Кесторпом (J.G.Quistorp), а потім вдосконалював майстерність в місті Копенгаген, Данія, де навчався в період 1794–1798 рр. Точність ліній у його зрілих малюнках — вплив Кесторпа. По поверненні з Копенгагена почалися пошуки власного місця в художньому житті Німеччині. Втім, існувала суттєва відмінність молодого художника від неокласиків: настанови академізму з його потягом до пластики і перевагою античних сюжетів і античних героїв мало відбились на манері митця. Йому притаманна фотографічна точність у зображенні пейзажів, що видозмінилися у творчості Фрідріха. До того, ж він не був пов'язаний офіційною посадою ні з академією мистецтв, ні з якимось могутнім меценатом. Він став прикладом вільного художника, що працював на ринок.
У Каспара склалися добрі стосунки з норвезьким художником Юханом Далем, творча манера якого сформувалась під впливом Каспара Фрідріха.
В початковий період художник надавав перевагу малюнкам аквареллю, графіці, а потім перейшов до живопису олійними фарбами. Неодноразово відвідував узбережжя Балтійського моря та острів Рюген, Гарц, так звану Німецьку Швейцарію, рідний Грайфсвальд заради нових сюжетів і замальовок.
Твори художника виникали на осові реалістичних замальовок, які дороблялись у майстерні і набували настоїв суму, самозаглибленості, самоти персонажів, уповільненого плину часу і безнадії. Фрідріх писав з цього приводу:«Художник мусить малювати не лише те, що бачить перед собою, а й те, що бачить всередині себе…не варто все копіювати».
Завершивши навчання 1798 року, художник оселився в Дрездені, де приєднався до мистецького осередку, до якого належали художник Філіпп Отто Рунґе, письменники Людвіґ Тік (Ludwig Tieck)і Новаліс (Novalis). Його ранні твори, написані стриманим стилем, здобули схвалення Ґете й приз від Ваймарського мистецького товариства у 1805 році.

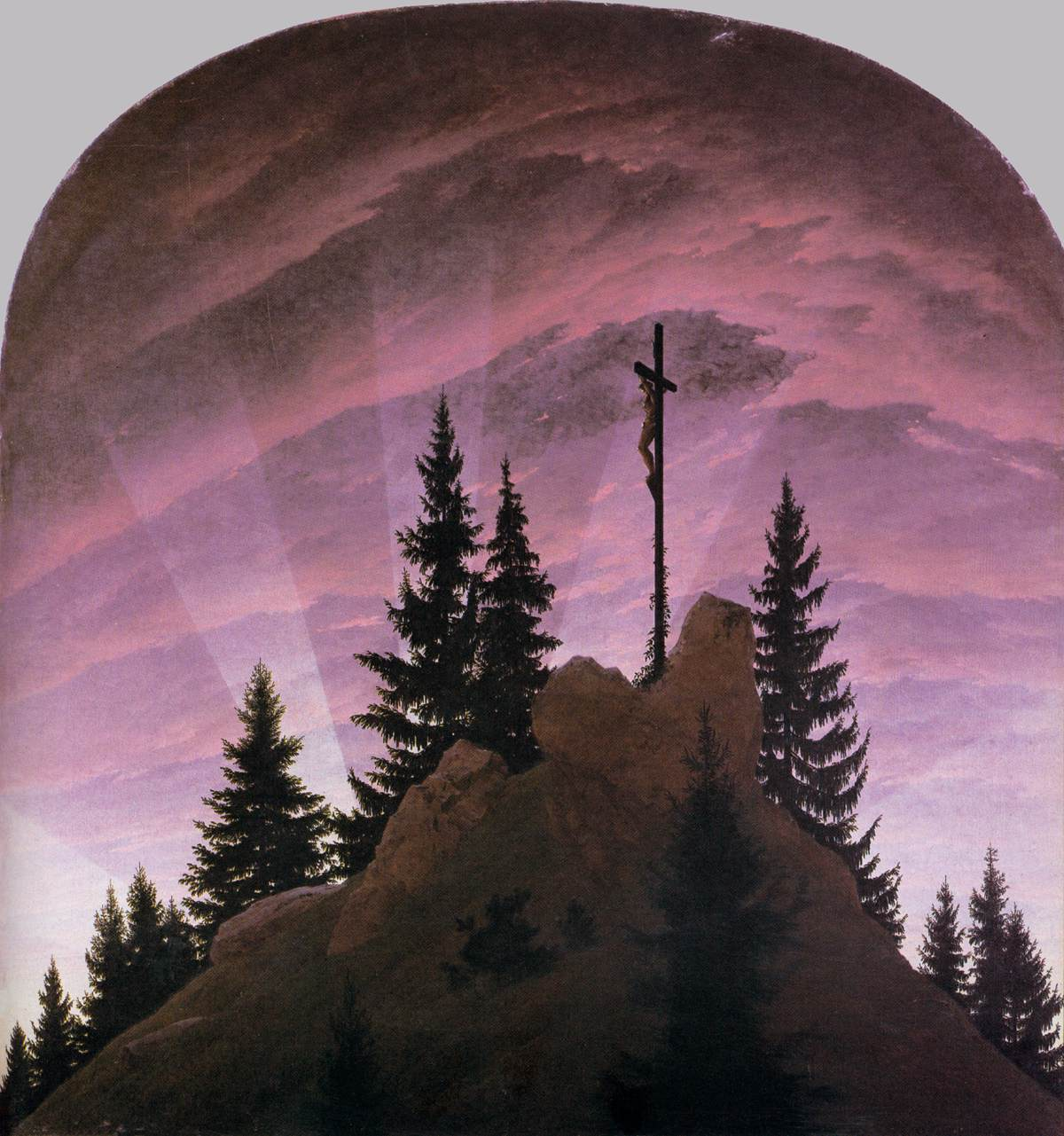
«Розп'яття в горах», 1808 рік

У пізній творчості художника, що започаткована олійним малюнком «Розп'яття в горах» (близько1808), годі відшукати твори бурхливо оптимістичні. Меланхолійні пошуки обумовили появу в його творчості філософсько-символічних натяків та настроїв. Навіть радісні мотиви зазвичай мають стриманий, ліричний стиль, що робить художника дуже впізнаваним. Найбільше символічне навантаження відбилося в пейзажах з поодинокими деревами, старовинними могилами, — трактованими митцем як поховання героїв, знову-таки поодиноких мандрівників і неактивних, мріливих споглядачів місяця, дольменами, туманом, далекими краєвидами. Але і вони, ці мандрівники і спостерігачі природи, сходів місяця ввечері, дальніх краєвидів ніби застигають перед величчю природи і Бога, перед плином часу, так і не розв'язавши ні їх загадковості, ні сутності. Символічні настрої художника найбільш яскраво вдбилися в картинах «Мандрівник над морем туману», «Три пори життя людини», «Чернець біля моря», «Розбита надія».
У 1824 році обрано професором Дрезденської академії.

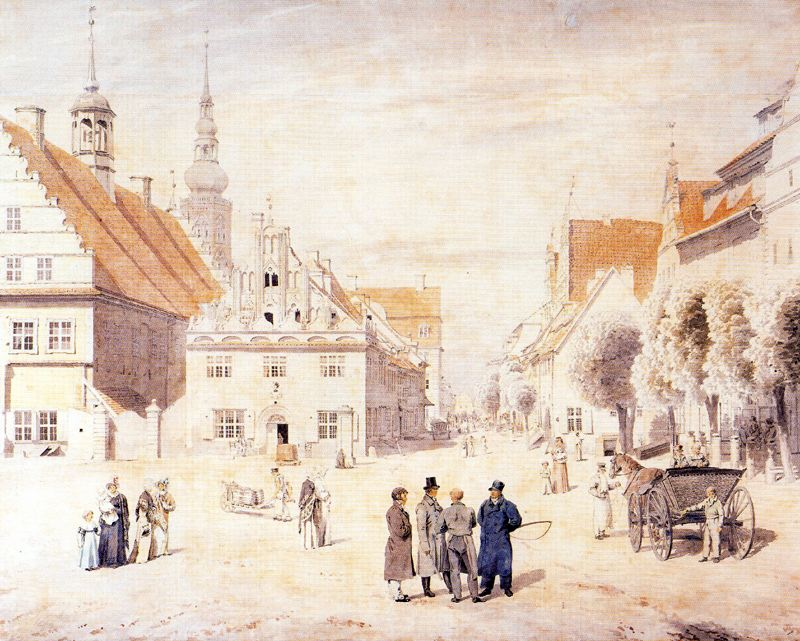
Ринок у Ґрайфсвальді, 1818

Фрідріхове ставлення до життя й мистецтва є поєднанням данської й німецької філософій. З одного боку, митцеві бракує нестримності німецького романтизму; з іншого — данський романтизм не має містичних, фантастичних чи неймовірних рис.
Меланхолійний художник мав успіх, бо XIX століття широко навернулося до пейзажу як жанру, як засобу розкрити велич природи і волі Творця, як засобу через краєвид відтворити різні настрої людини і її місце в ній. Але період успіху був недовгим і через фанатичну відданість природі (і пейзажному жанрові) художника. і через прискорення історичного процесу, і через неможливість пейзажного жанру замінити всі інші.
Художник гостро відчув відчуженість публіки і відповів на її охолодження спротивом усамітнення. Він ставав відлюдником. В останні роки хворів, з ним стався інсульт. Останні п'ять років життя працювати не міг.

## Російські меценати

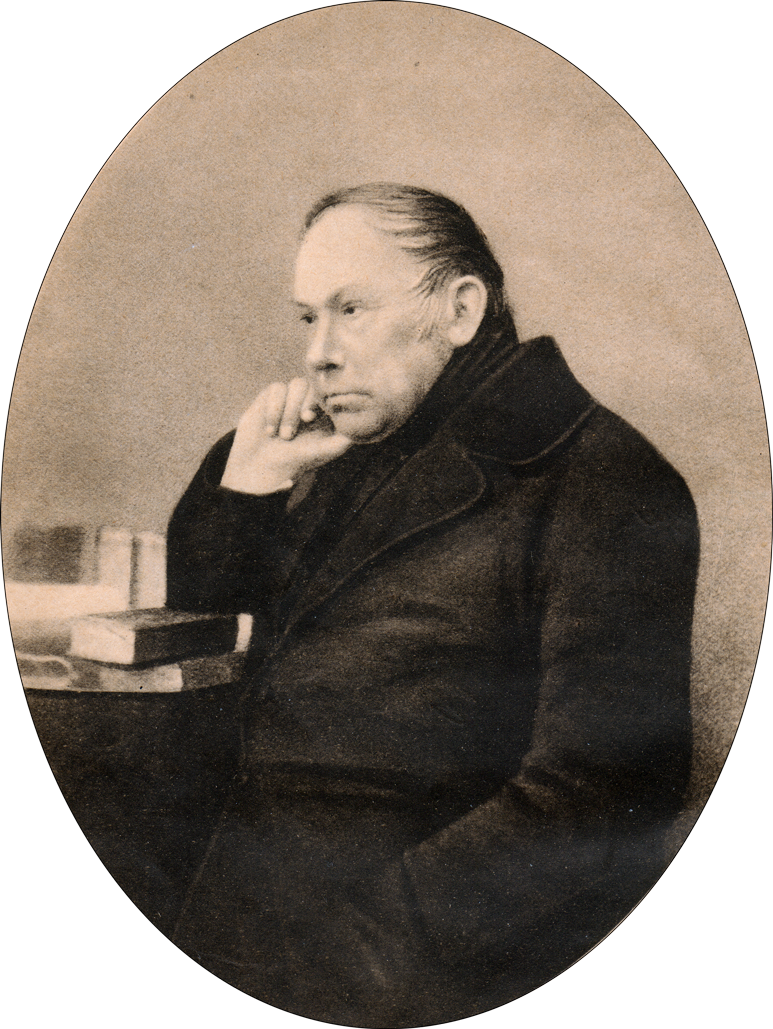
Жуковський Василь Андрійович

Серед знайомих художника — російський дворянин Жуковський Василь Андрійович (1783–1852), наближений до поезії і до російського імператорського двору, сам представник романтизму і сентименталізму. Він тоді перебував в Німеччині. Відчувши рідну душу в самотньому і хворому художнику, Жуковський сприяв знайомству російського царя Миколи І з творчістю німецького романтика. Микола І почав купувати картини Каспара Давіда Фрідріха, чим сприяв появі в Імператорському Ермітажі цілої низки картин німецького романтика, немодного і неуспішного вже в Німеччині.

## Оцінки творчості
Протягом століть ставлення до художньої спадщини художника відрізнялось значними коливаннями. Після короткого періоду прихильності і успіху твори митця віднесли до немодних і малоцікавих. Німецькі князівства в XIX ст. двічі пройшли через соціальні потрясіння під час наполеонівської навали та в часи поєднання в єдину державу під проводом Пруссії. Меланхолійним картинам Каспара Давида Фрідріха відмовили в ідеальній просвітленісті чи релігійній містичності дійсно побожного художника. Хоча мотиви самотності особи, її загубленості в цьому світі не попали в мистецтві Німеччини і на новому етапі, відбившись і в графіці академічного Макса Клінгера, і в творах авангардно і демократично налаштованих художників зламу XIX–XX ст.
Справжнє випробування на відповіність світлим ідеалам мистецтва мав художній спадок Каспара Фрідріха в роки націонал-соціалізму. Фашистська ідеологія побачила в творах побожного, миролюбного і «кімнатного» художника — втілення арійського духу, уособлення найкращого з німецьких майстрів, який вдало поєднав містичність і героїзм нордичного народу. Подібні оцінки, напевно, дуже б здивували митця, будь він тоді живий.
В повоєнні десятиліття творчість художника початку XIX століття пережила чергову переоцінку, тож Фрідріху віддали шану як цікавому представнику національного варіанту романтизму без домішок невиправданого божевілля і ідеологічних навантажень трагічного XX століття. Творчість Каспара Давида Фрідріха нарешті посіла належне їй місце в історії мистецтва без зайвих, нехарактерних для неї додатків.

## Вибрані твори

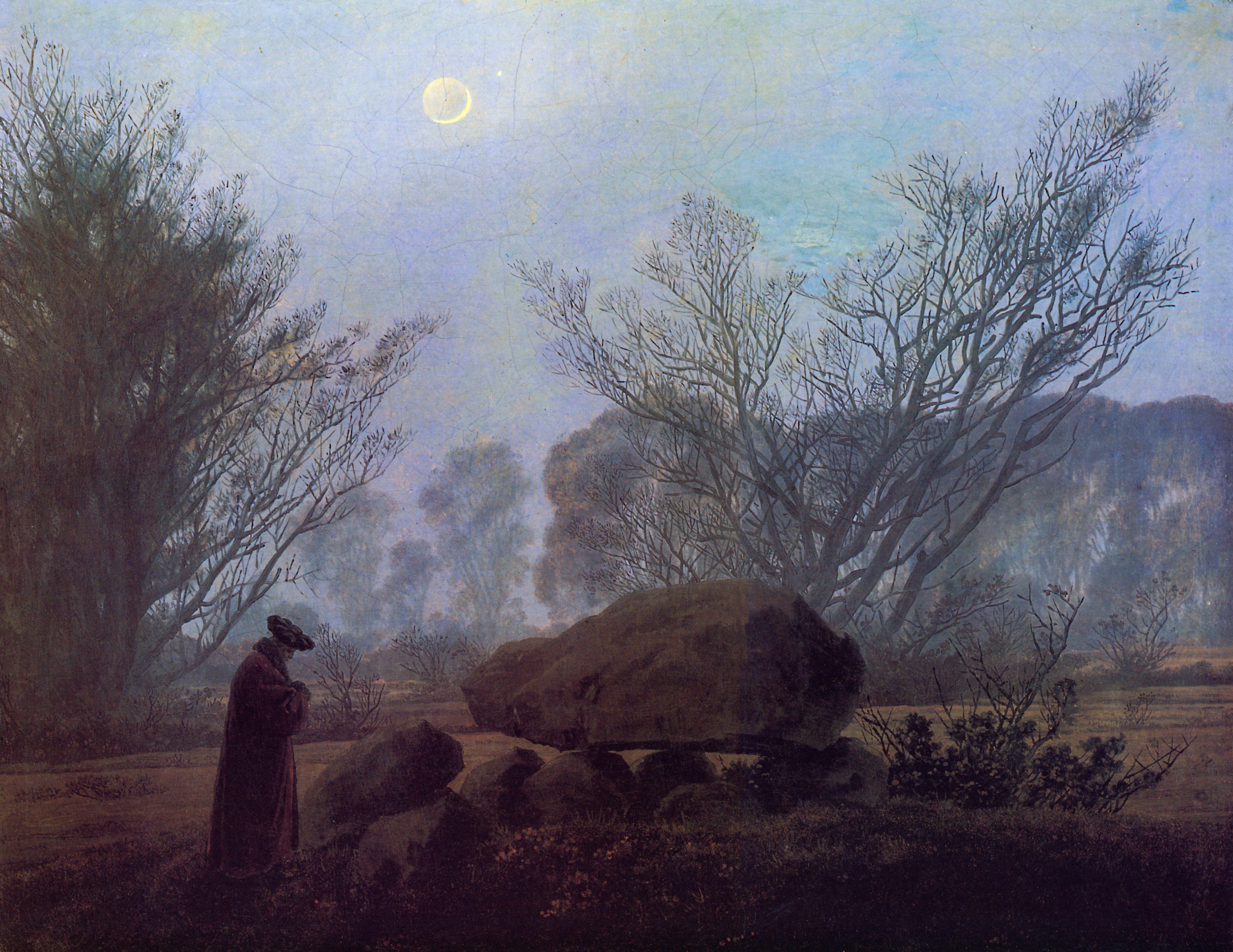
«Прогулянка в сутінках», Музей Гетті, Каліфорнія

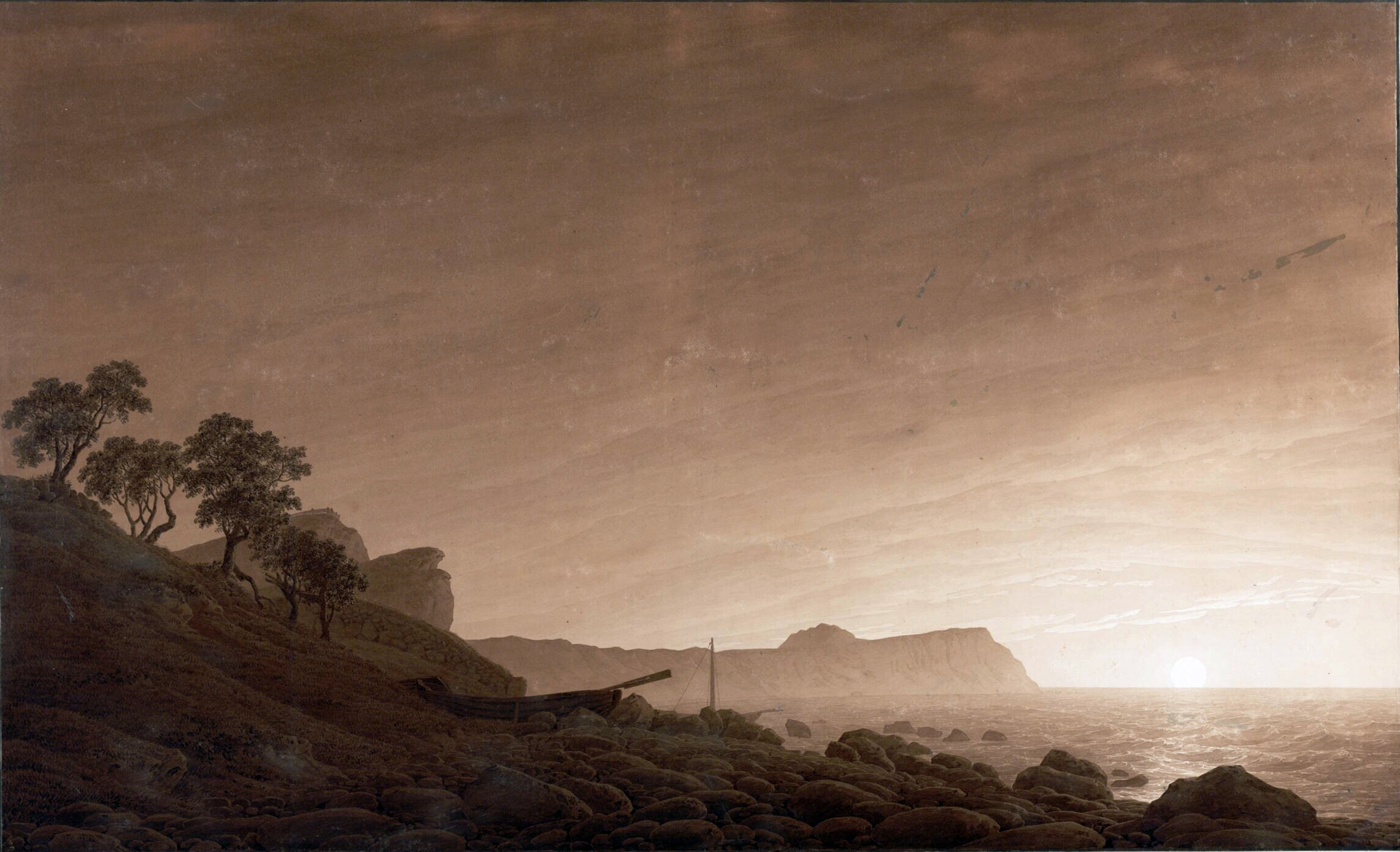
«Аркона. Схід місяця», Альбертіна, Відень.

- «Пейзаж з камінням, руїнами і деревами», 1799,
- «Туман», 1807
- «Могила велетня взимку», 1807, Галерея нових майстрів, Дрезден
- «Долина річки Ельба»
- «Гірський пейзаж з веселкою», Ессен, Фолькванг музей
- «Пейзаж з дубом і мисливцем», Фонд Рейнхарта, Вінтертур
- «Зимовий пейзаж з церквою»
- «Могила героїв старовини»
- «Печери та гробниці», Кунстгалле, Бремен
- «Цвинтарна брама», Кунстгалле, Бремен
- «Брама на цвинтарі», Кунстгалле, Карлсруе
- «Панночка біля вікна», Берлін
- «Три пори життя людини»
- «Одинак-мандрівник над морем туману», Гамбурзька картинна галерея.
- «Вечір»
- «Схил і покинуте рілля біля Дрездена»
- «Чернець біля моря»
- «Розбита надія» (сучасна назва «Північний Льодовитий океан»), Гамбурзька картинна галерея
- «Прогулянка вітрильником»
- «Хрест на узбережжі Балтики», 1815, палац Шарлоттенбург
- «Вацманн», 1825, Стара національна галерея (Берлін)
- «Храм Юнони в Агрідженто», 1830,
- «Мрійник», Ермітаж, Санкт-Петербург
- «Пасхальний ранок», Музей Тиссена-Борнемісса, Мадрид
- «Перший сніг», Гамбурзька картинна галерея

## Галерея

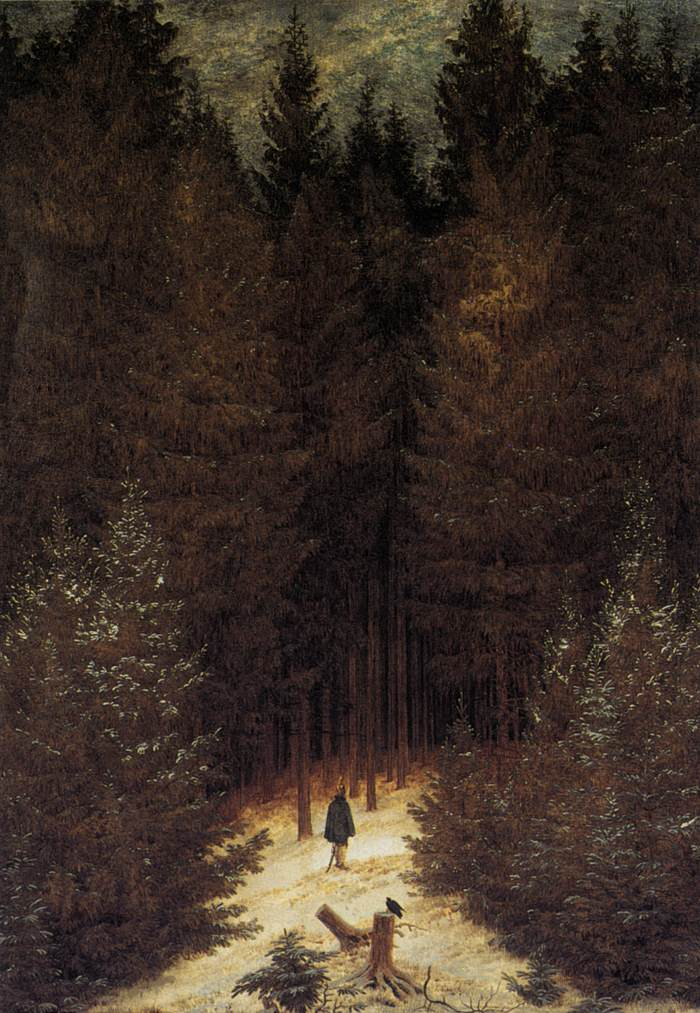
«В лісі», приватне зібрання
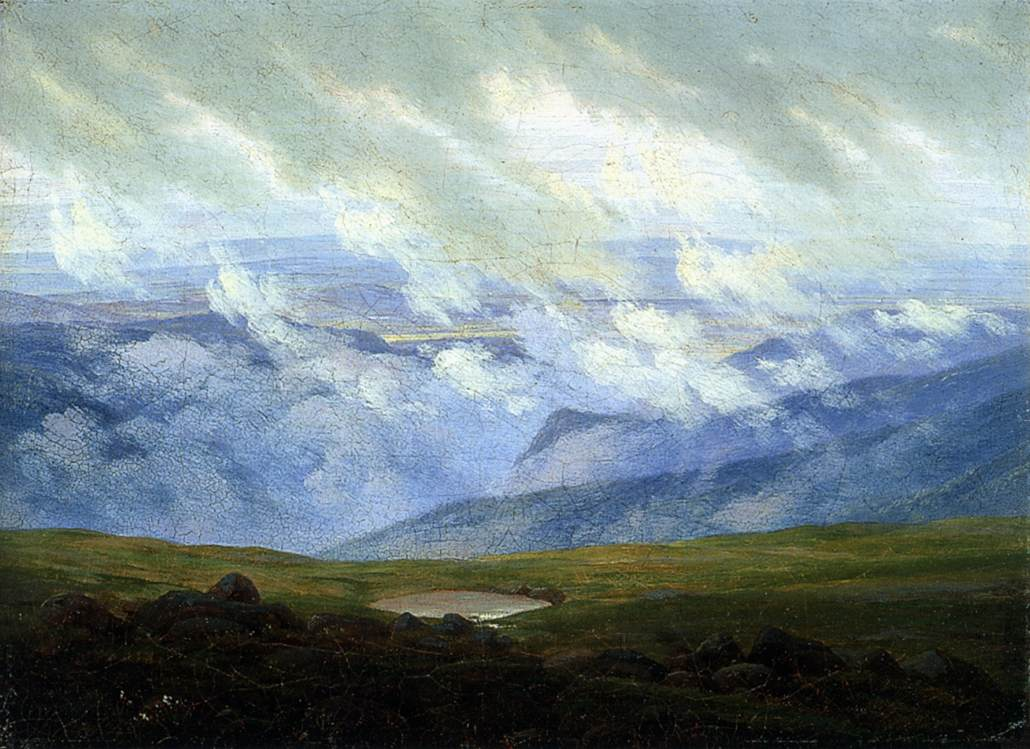
«Хмари небесні, вічні мандрівники», Гамбурзька картинна галерея
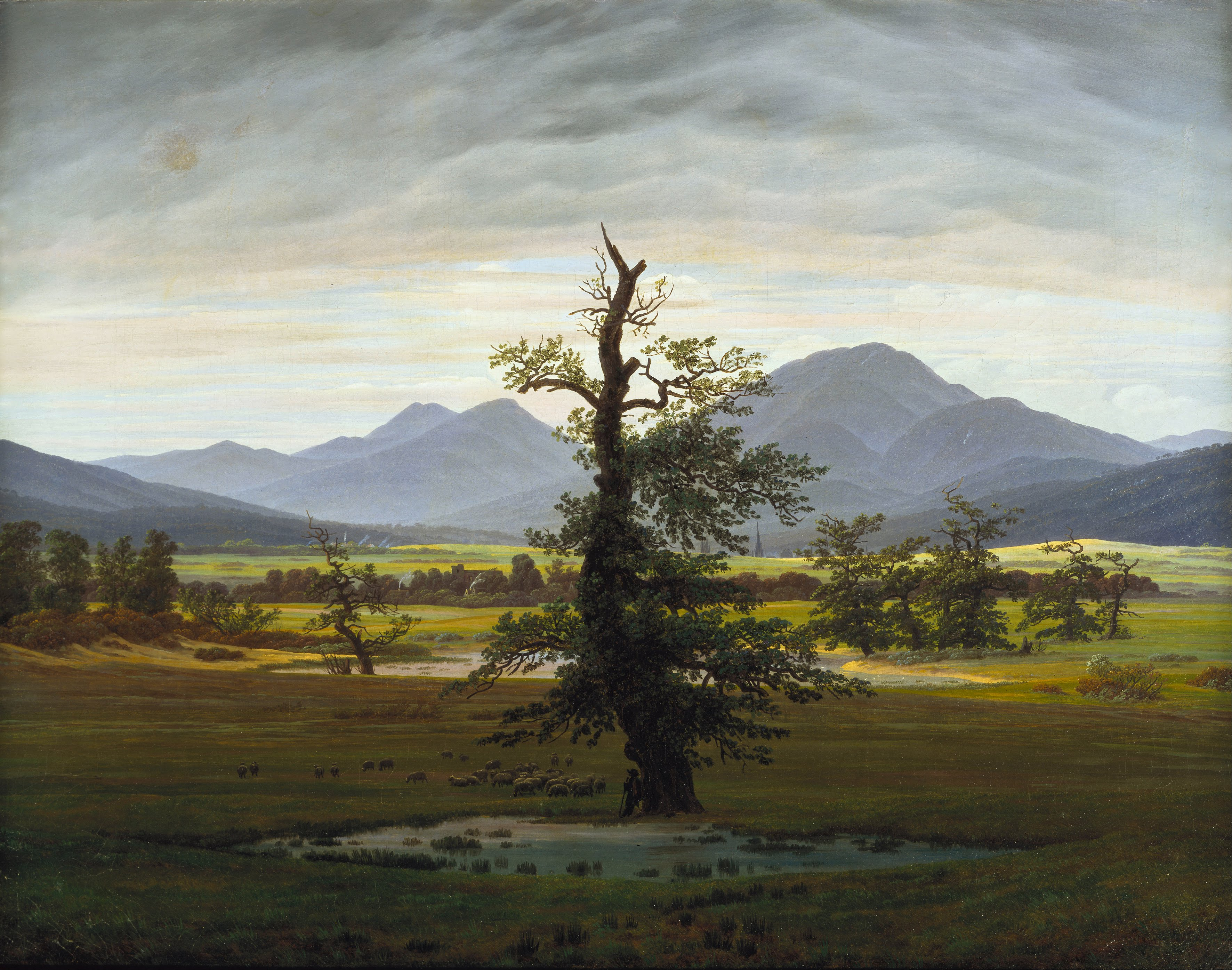
«Віддалене пасовисько з деревом», Стара національна галерея, Берлін
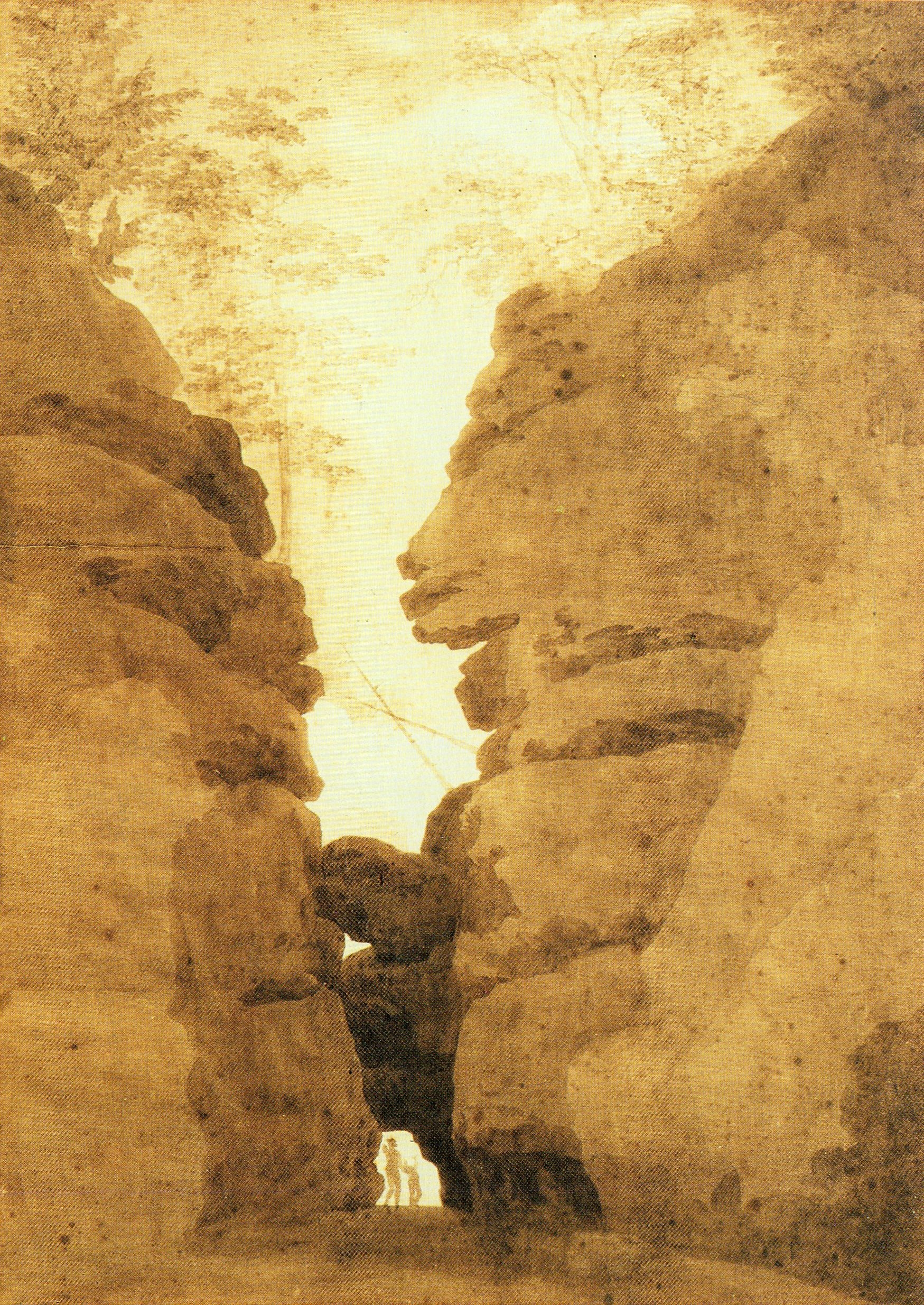
«Гірська арка», Музей Фолькванг, Ессен
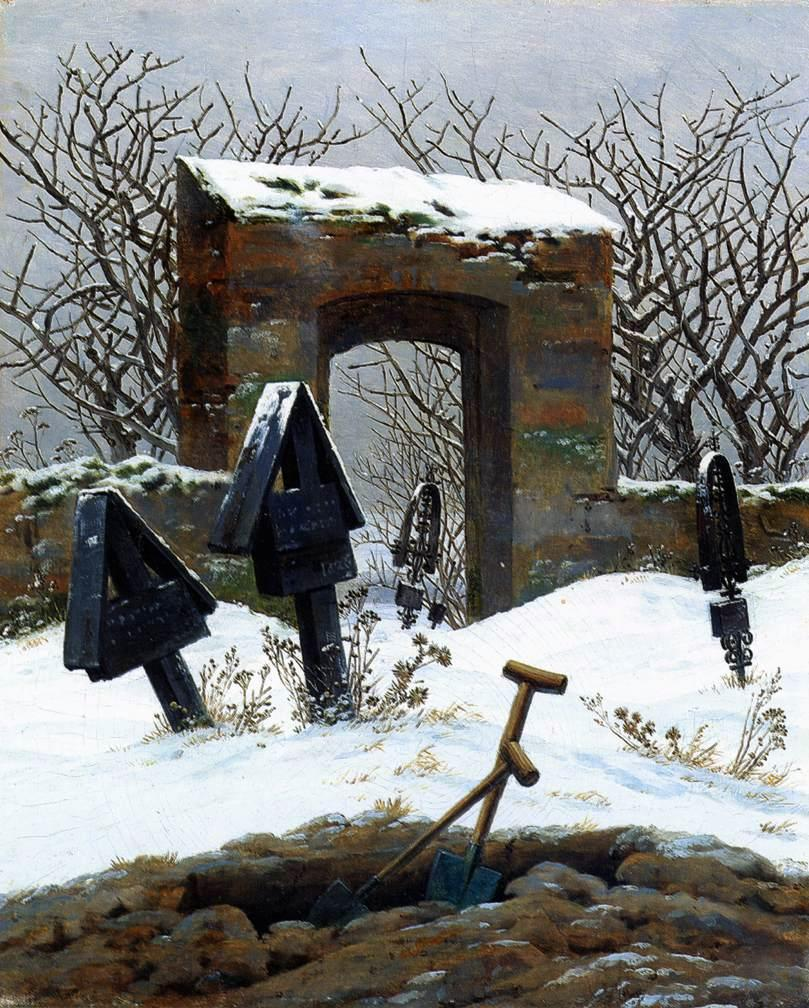
«Цвинтар під снігом», Музей образотворчих мистецтв, Лейпциг
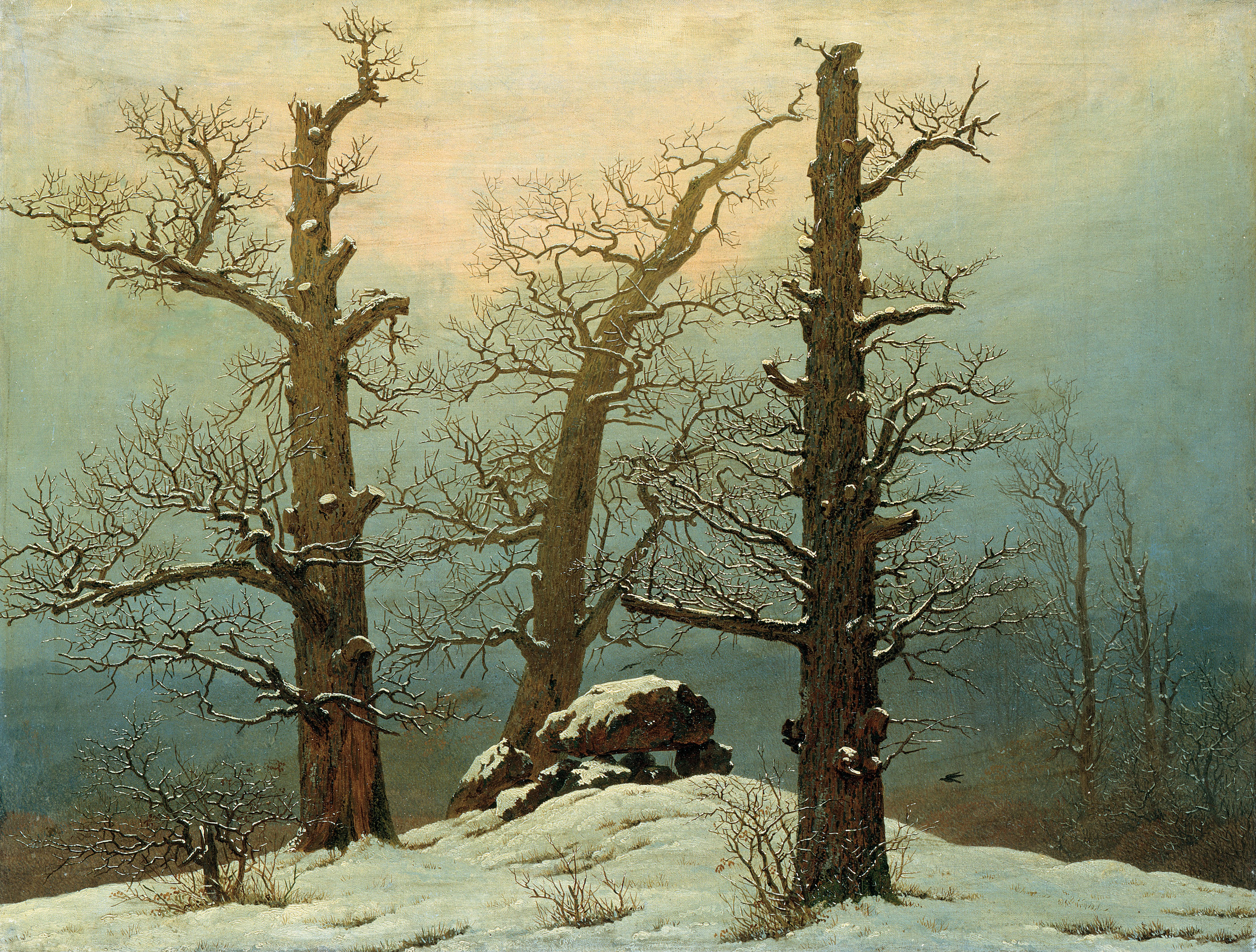
«Дольмен під снігом» або «Могила велетня взимку»,1807, Галерея нових майстрів, Дрезден
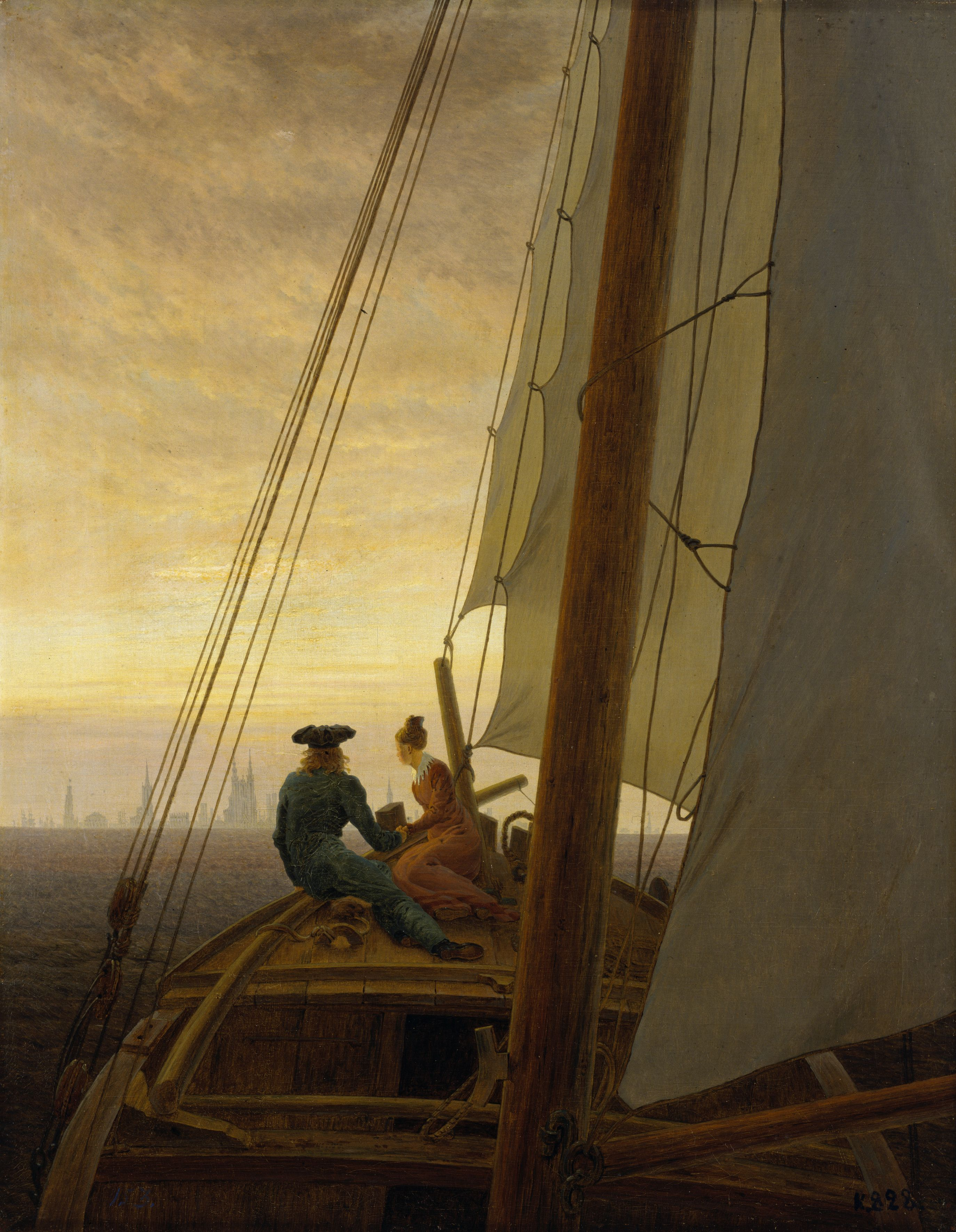
«Прогулянка вітрильником», 1819, Ермітаж, Санкт-Петербург
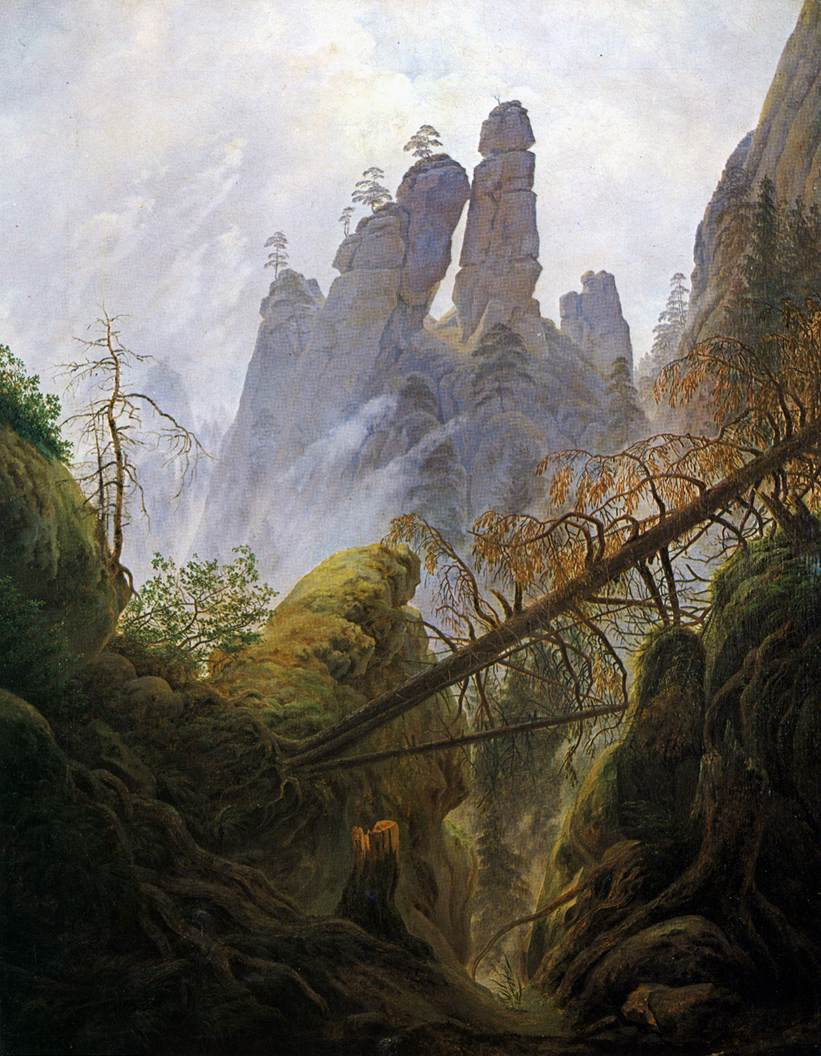
«Скелястий пейзаж», Відень
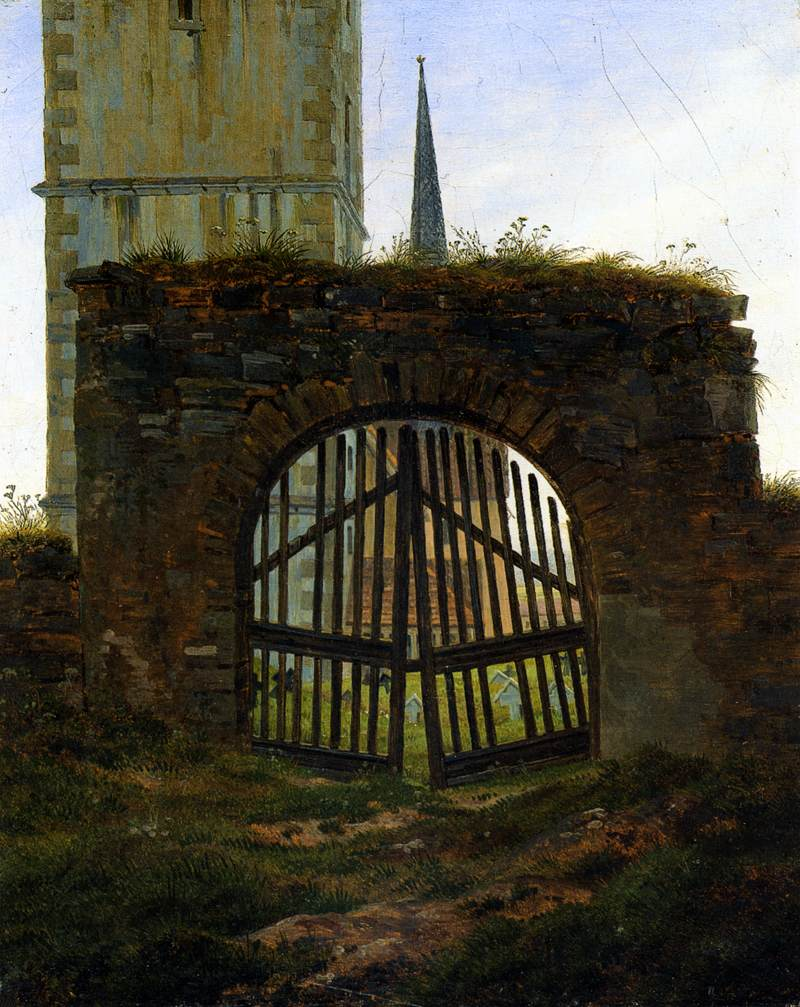
«Цвинтарна брама», Кунстхалле, Бремен
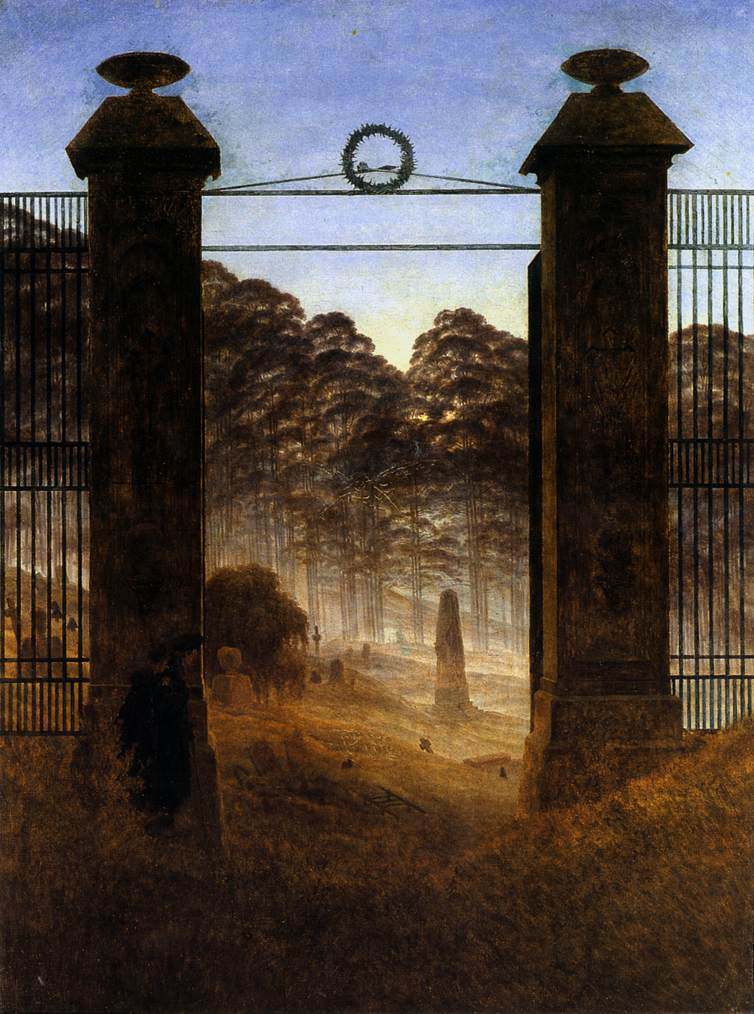
«Брама на цвинтарі», Кунстхалле, Карлсруе
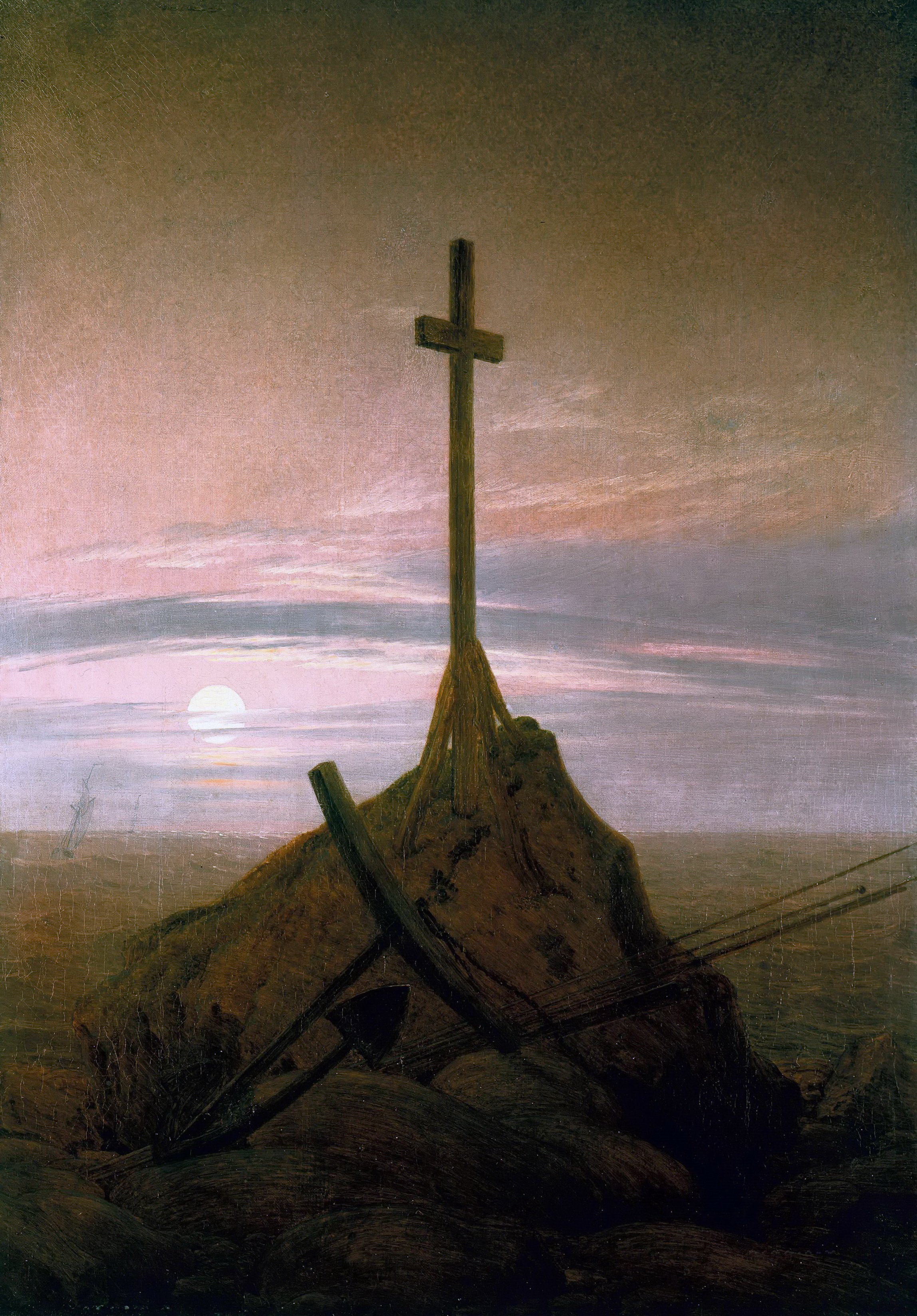
«Хрест біля Балтійського моря»,, Новий павільйон, Замок Шарлоттенбург
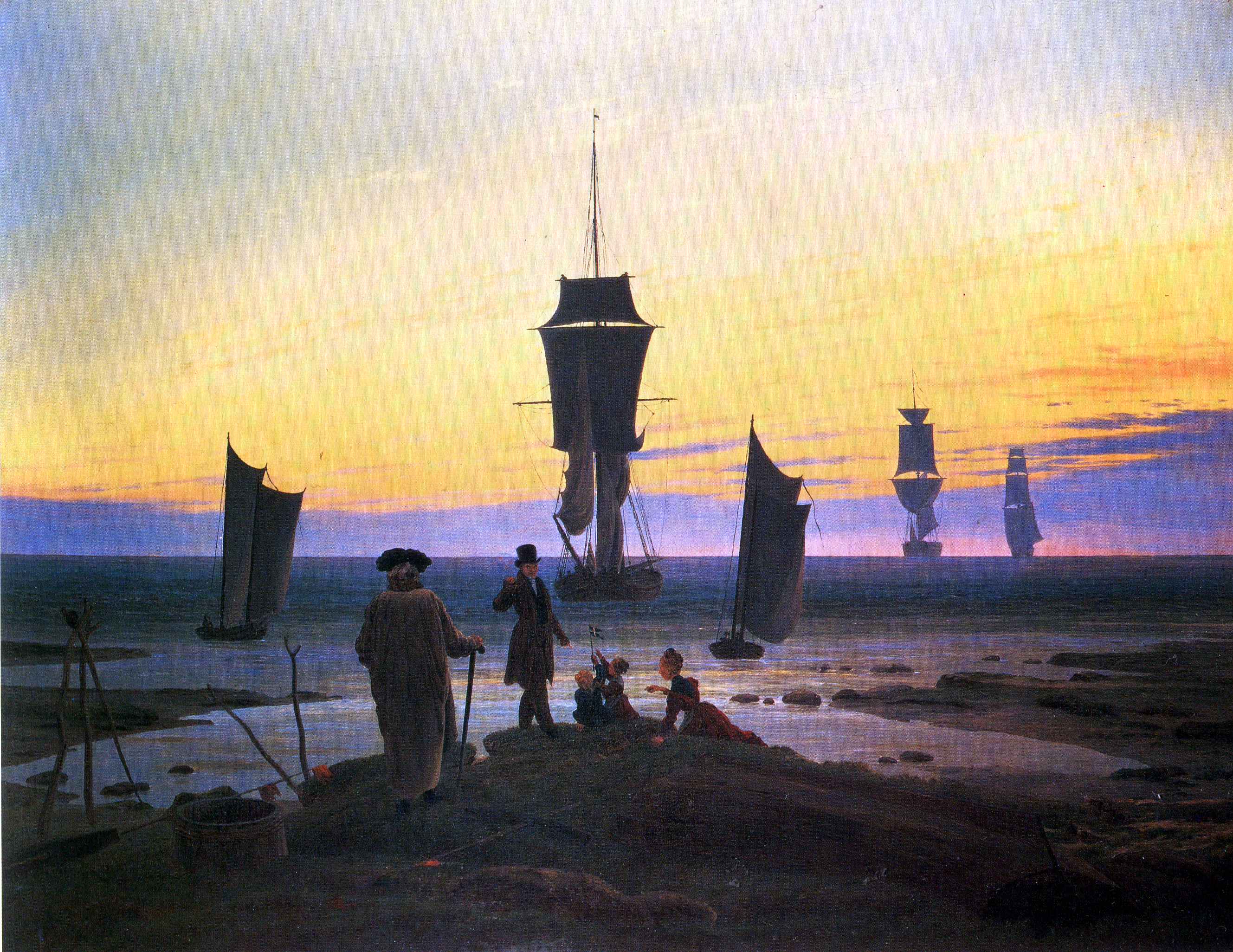
«Етапи життя», Музей образотворчих мистецтв, Лейпциг
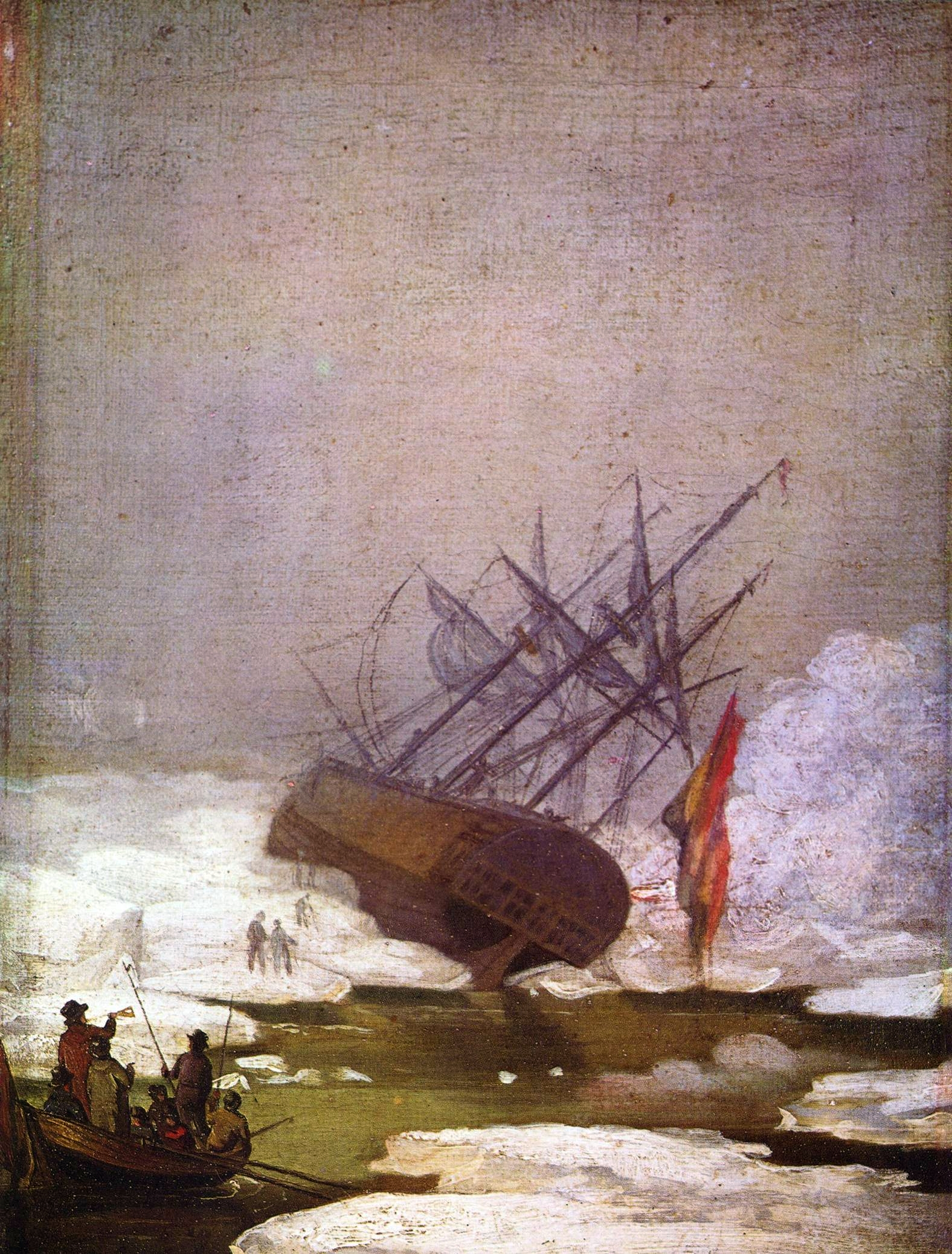
«Корабель в полярному морі», Гамбурзька картинна галерея
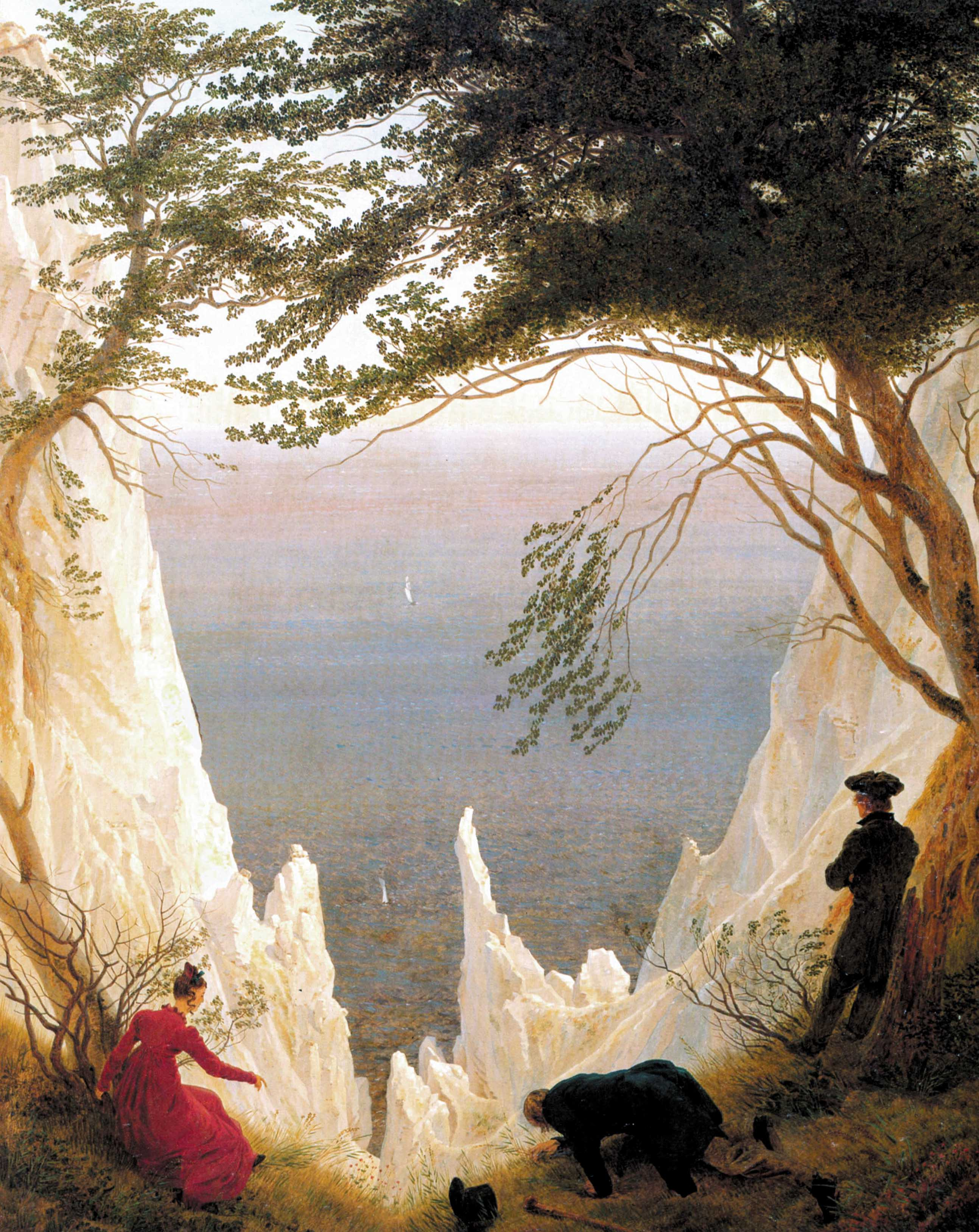
«Крейдяні скелі на острові Рюген», Музей Оскара Рейнхарта, Вінтертур
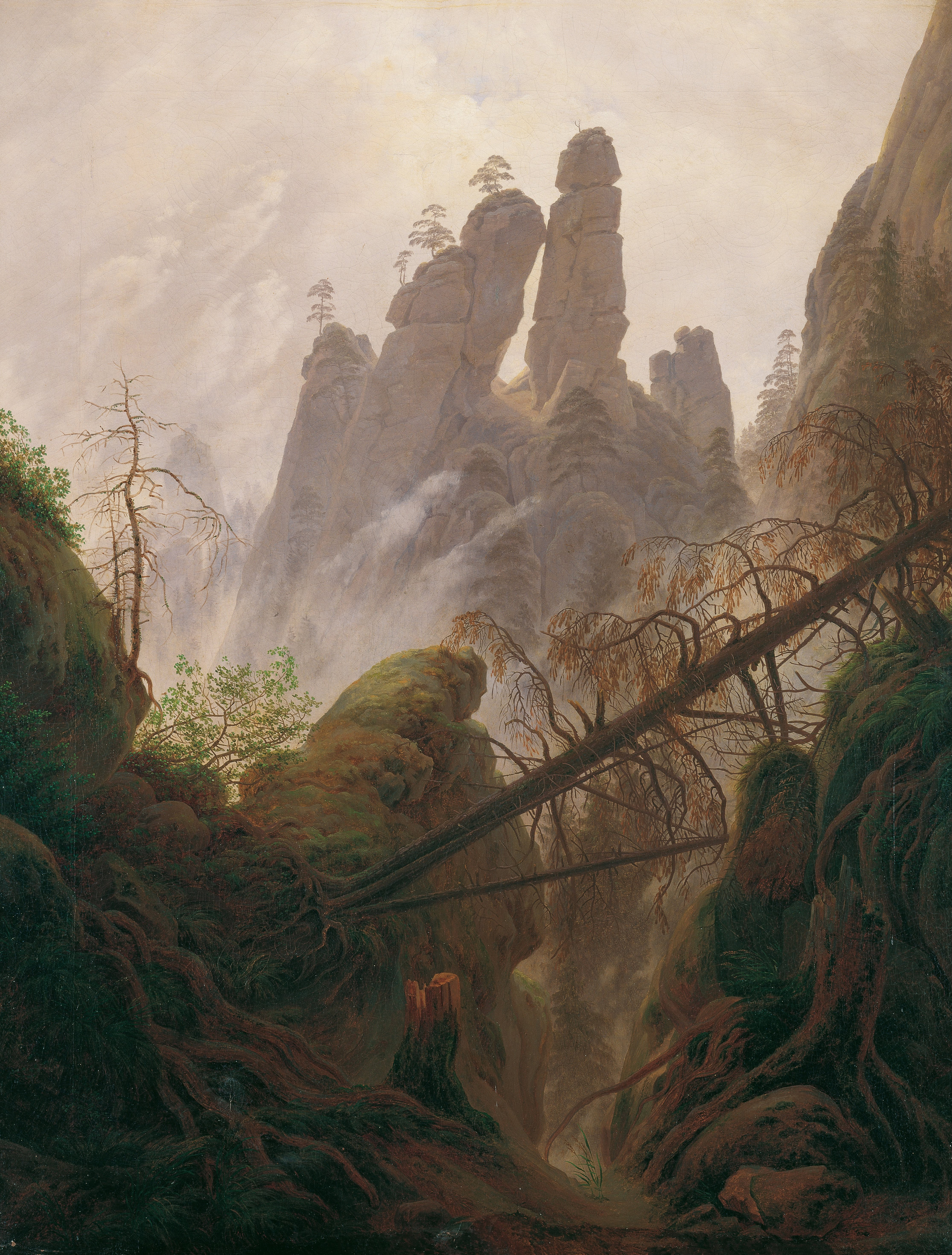
«Гірський пейзаж в Ельбських горах», Австрійська галерея Бельведер, Відень
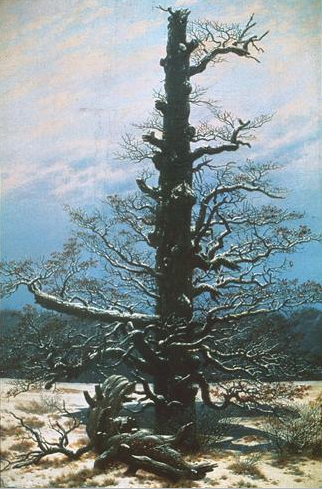
«Дуб в снігу», Стара національна галерея, Берлін
«Вацманн», Стара національна галерея, Берлін